# Bayerische Zugspitzbahn Bergbahn
Die Bayerische Zugspitzbahn Bergbahn AG ist ein im Jahr 1998 aus der Fusion der Bayerischen Zugspitzbahn AG und der Wank-Bahn AG entstandenes Verkehrsunternehmen aus Garmisch-Partenkirchen. Das Unternehmen betreibt neben der Bayerischen Zugspitzbahn und der Wankbahn auch die Alpspitzbahn und die Seilbahn Zugspitze. Außerdem befinden sich auch mehrere Skilifte um Garmisch-Partenkirchen im Besitz des Unternehmens. Eigentümer der „Bayerischen Zugspitzbahn Bergbahn AG“ ist die Marktgemeinde Garmisch-Partenkirchen als Hauptaktionär.

## Vorgeschichte (1928–1998)

### Bayerische Zugspitzbahn AG

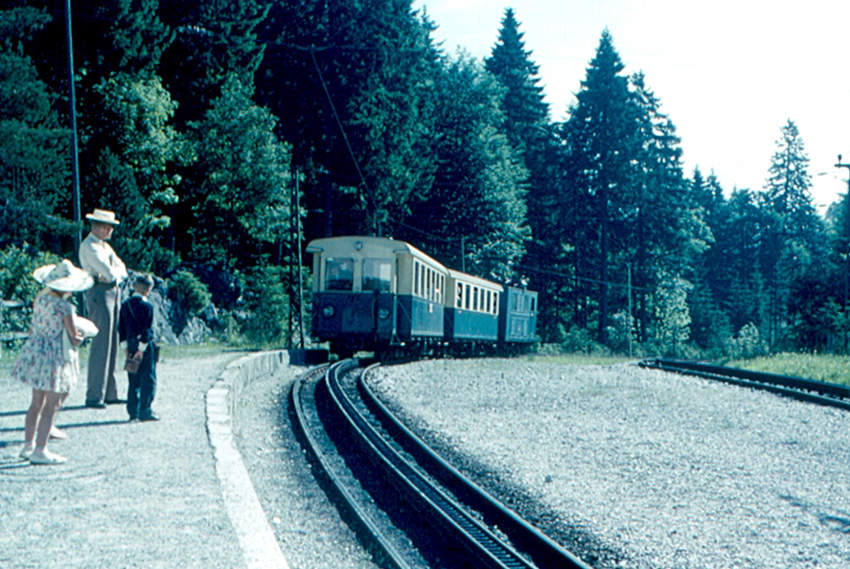
Zug im Bahnhof Eibsee (1960)

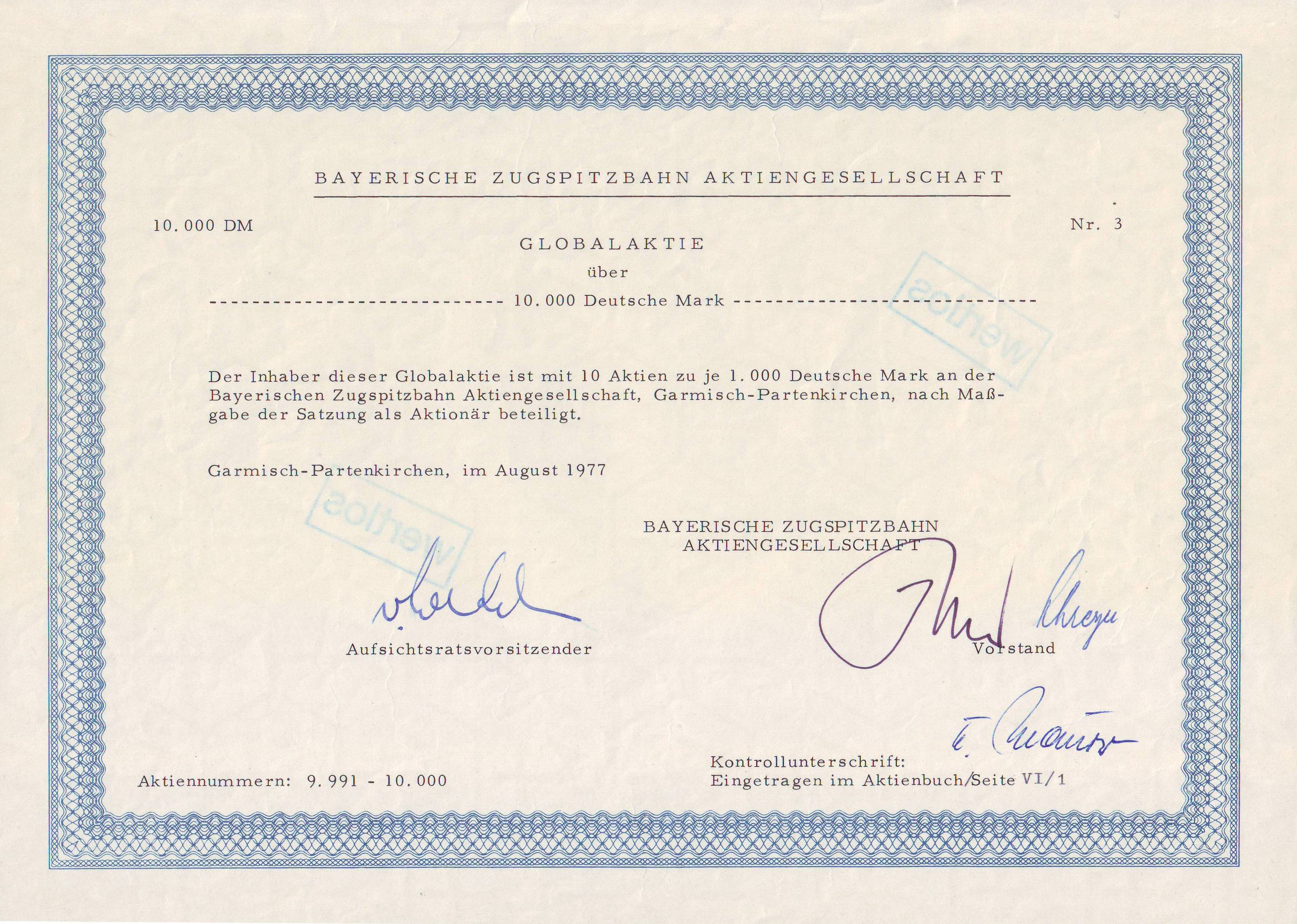
Globalaktie über 10000 DM der Bayerischen Zugspitzbahn AG vom August 1977

Die Bayerische Zugspitzbahn AG wurde am 18. Juni 1928 gegründet, die Betriebsaufnahme des ersten Abschnitts der Bayerischen Zugspitzbahn erfolgte am 19. Dezember 1929. Ein halbes Jahr später am 8. Juli 1930 wurde die Gesamtstrecke dem Betrieb übergeben. Kurz darauf begann der Ausbau der Seilbahnanlagen an der Zugspitze, so wurde am 20. Januar 1931 die erste Gletscherbahn zum Zugspitzgipfel eröffnet.
Im Jahr 1937 zwangen finanzielle Probleme die damalige Österreichische Zugspitzbahn AG dazu, ihre Aktien an die Bayerische Zugspitzbahn AG zu verkaufen. Das österreichische Unternehmen wurde nach der Übernahme in Tiroler Zugspitzbahn umbenannt.
Nach dem Zweiten Weltkrieg wurde das Skigebiet auf der Zugspitze ab 1949 mit der Eröffnung mehrerer Skilifte ausgebaut.
Nachdem der Skisport in den 1960er Jahren immer mehr zu einem Breitensport geworden war, baute auch die Bayerische Zugspitzbahn AG ihre Anlagen aus. So wurden in diesem Zeitraum z. B. die Eibseeseilbahn und diverse Skilifte gebaut.
Im Jahr 1987 wurde eine neue Gipfelstrecke der Bayerischen Zugspitzbahn direkt auf das Zugspitzplatt in Betrieb genommen.
Zehn Jahre später im Jahr 1997 übernahm der Markt Garmisch-Partenkirchen die Anteile an der Bayerischen Zugspitzbahn AG von der AGIV und fusionierte das Unternehmen im Jahr 1998 mit der Wank-Bahn AG zur Bayerischen Zugspitzbahn Bergbahn AG.

### Wank-Bahn AG
Die Wank-Bahn AG wurde am 26. Juli 1928 durch den damaligen Markt Partenkirchen gegründet. Die Betriebsaufnahme erfolgte im Jahr darauf am 4. Mai 1929. Im Jahr 1940 übergab die Gemeinde die Hausbergbahn der Wank-Bahn AG. Nachdem Garmisch-Partenkirchen den Zuschlag für die Alpinen Skiweltmeisterschaften 1978 erhalten hatte, entstand am Wank ein Skigebiet mit zunächst drei Anlagen, welches später um einen vierten Lift erweitert wurde. Nachdem es bereits seit 1970 Überlegungen für einen Neubau der Wankbahn gab, wurde die neue Wankbahn im Jahr 1982 in Betrieb genommen. Im Jahr 1998 wurde das Unternehmen mit der Bayerischen Zugspitzbahn AG zur Bayerischen Zugspitzbahn Bergbahn AG fusioniert.

## Bayerische Zugspitzbahn Bergbahn AG (seit 1998)
Im Jahr 1999 fusionierte die Bayerische Zugspitzbahn Bergbahn AG mit der Kreuzeckbahn GmbH & Co. KG, sodass sich fast alle Bergbahnen rund um Garmisch-Partenkirchen im Besitz des Marktes befinden. In den folgenden Jahren begann das Unternehmen diverse ältere Anlagen durch neuere zu ersetzen. So wurden z. B. die Kreuzeckbahn (2002) und die Hausbergbahn (2006) durch moderne Umlaufbahnen ersetzt. Außerdem wurden mehrere Skilifte erneuert. Zur Saison 2002/2003 wurde das Skigebiet am Wank aufgrund mangelnder Nachfrage geschlossen, weshalb die Wankbahn seitdem nur noch im Sommer verkehrt. Allerdings wurden nicht nur die Bergbahnen erneuert, sondern auch der Fahrzeugbestand der Zahnradbahn mit vier Doppeltriebwagen von Stadler Rail modernisiert. Außerdem erhielt die Bahnstrecke im Jahr 2007 eine neue Signalausrüstung.
Am 10. Juni 2000 ereignete sich der schwerste Unfall der Bayerischen Zugspitzbahn, als zwei Züge im Katzenstein-Tunnel frontal zusammenstießen. 59 Verletzte waren die Folge. 

## Skigebiete
Die Bayerische Zugspitzbahn Bergbahn betreibt bzw. betrieb drei Skigebiete in der Umgebung von Garmisch-Partenkirchen. Das Skigebiet auf dem Wank wurde allerdings zur Wintersaison 2002/2003 geschlossen, sodass sich nur noch die Gebiete Garmisch-Classic und Zugspitze in Betrieb befinden.

### Garmisch-Classic
Überblick

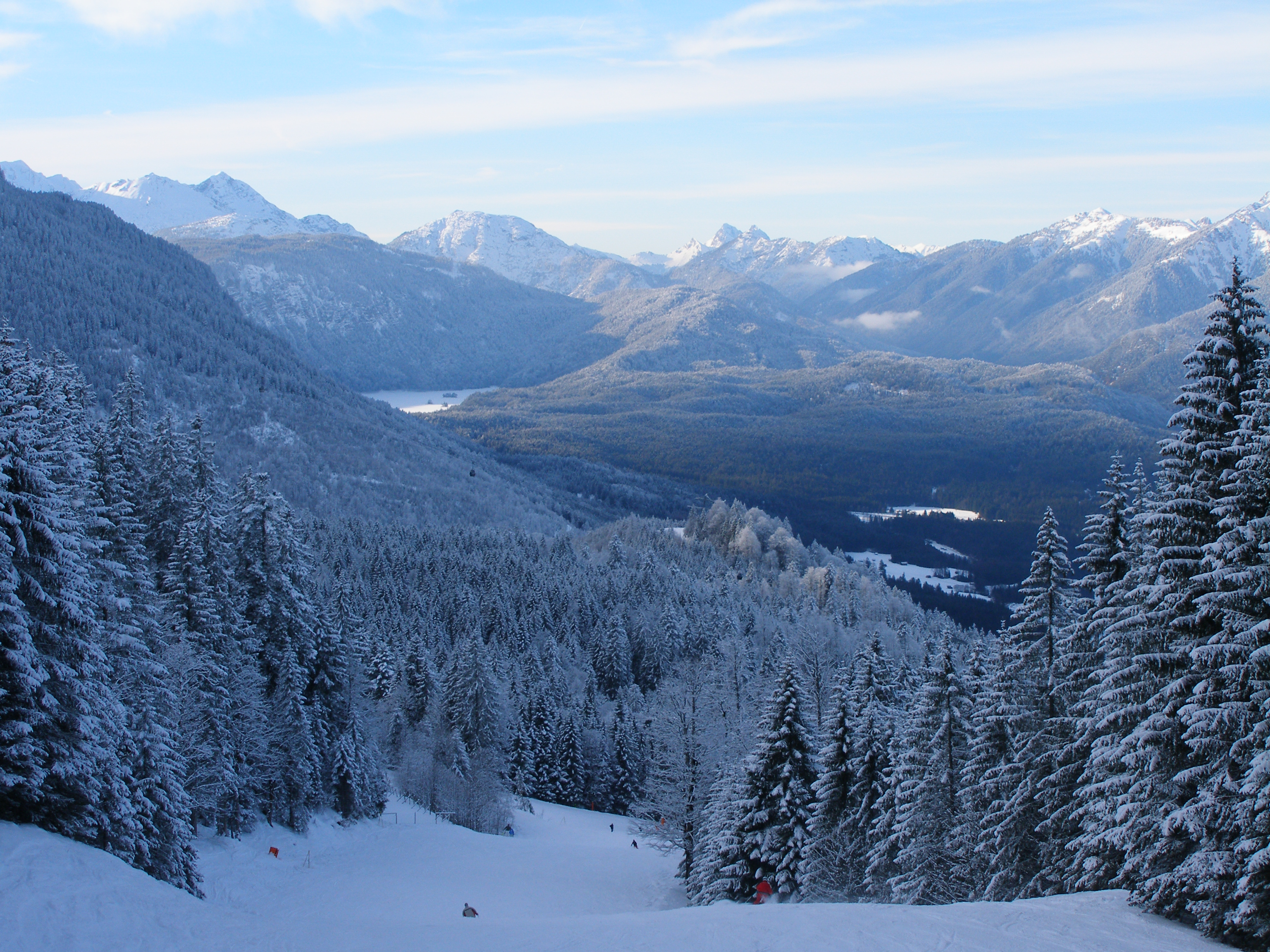
Kandahar-Abfahrt (2008)

Das Skigebiet Garmisch-Classic umfasst 40 Pistenkilometer, die sich auf die drei Berge Alpspitze, Hausberg und Kreuzeck verteilen. Die Bekannteste der Pisten ist die Kandahar-Abfahrt, auf der jährlich Rennen des alpinen Skiweltcups stattfinden. Erschlossen wird das Skigebiet mit insgesamt 19 Liftanlagen.
Geschichte

Der Skisport im Classic-Gebiet begann mit dem Bau der Kreuzeckbahn im Jahr 1926. Diese Anlage war die erste Seilschwebebahn im deutschen Alpenbereich. Die erste Großveranstaltung im Skigebiet waren die Olympischen Winterspiele 1936, wo die Abfahrtswettbewerbe am Kreuzeck ausgetragen wurden. In den folgenden Jahren wurden die Anlagen mit dem Bau der Hausbergbahn als damals steilster Schlepplift der Welt weiter ausgebaut. Ab dem Jahr 1954 wurden auf der Kandahar-Abfahrt regelmäßig Skirennen in Form des Arlberg-Kandahar-Rennens ausgetragen. In den 1960er Jahren entwickelte sich der Skisport immer mehr zu einem Breitensport, weshalb das Skigebiet Garmisch-Classic durch den Neubau von mehreren Liften ausgebaut wurde. Außerdem wurde die alte Hausbergbahn im Jahr 1969 durch eine Pendelbahn ersetzt. Nachdem im Jahr 1967 der erste alpine Skiweltcup ausgetragen worden war, wurde die Kandahar-Strecke erstmals in der Saison 1969/70 Teil des Programms. Zu Beginn der 1970er Jahre wurde das Skigebiet im Alpspitzbereich neu erschlossen; insgesamt wurden neben der Hochalmbahn fünf Schlepplifte gebaut. Die Verbindung zum Kreuzeckgebiet stellt ein Skiweg zwischen der Hochalm und dem Kreuzeckhaus sicher. Im Jahr 1973 wurde mit der Alpspitzbahn die bis heute letzte Anlage vom Tal in das Skigebiet völlig neu erschlossen. Zu den Alpinen Skiweltmeisterschaften 1978 wurde die Erschließung der Kandahar-Abfahrt verbessert. Seit den 1990er Jahren werden verstärkt alte Liftanlagen durch neue leistungsstärkere Anlagen ersetzt, u. a. im Jahr 1997 die Kreuzwanklbahn, die durch den ersten 6er-Sessellift Deutschlands ersetzt wurde. In den Jahren 2002 bzw. 2006 wurden die Kreuzeckbahn und die Hausbergbahn durch neue Umlaufseilbahnen ersetzt. Im Jahre 2009 wurde die Kreuzjochbahn (2-CLF) durch den Kandahar Express (4-CLD/B) ersetzt. Der neue Sessellift ist länger und hat bei einer Mittelstation in der oberen Hälfte die Möglichkeit, vorab auszusteigen, um im oberen Teil der Kandahar-Abfahrt den sehr steilen Trögelhang zu umgehen.

### Wank
Überblick

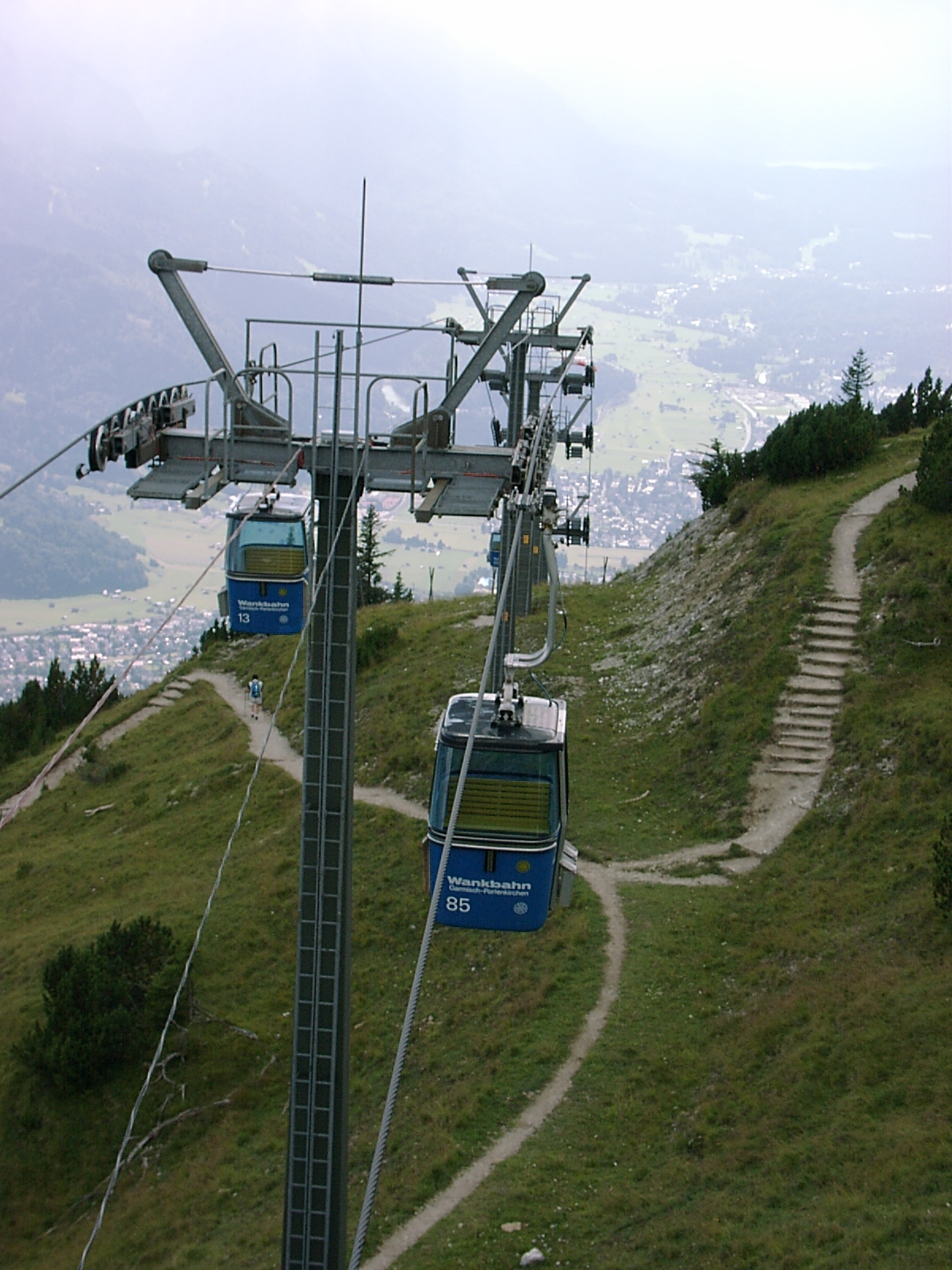
Die Wankbahn

Das Skigebiet ist seit dem Jahr 2002 geschlossen und die Anlagen seit dem Jahr 2010 weitgehend abgebaut. Die Strecken am Wank waren zusammen 9 km lang und wurden von der Wankbahn und fünf Schleppliften erschlossen. Seit der Stilllegung des Skigebiets verkehrt die Wankbahn fast ausschließlich im Sommer. Das Skigebiet befand sich als einziges der Gebiete der Bayerischen Zugspitzbahn Bergbahn nicht im Wettersteingebirge, sondern im Estergebirge.
Geschichte

Der Skisport auf dem Wank begann im Jahr 1972 mit der Fertigstellung des Sonnenliftes. Im Jahr 1977 wurde das Skigebiet um drei weitere Schlepplifte erweitert. Die neuen Strecken am Wank waren als Ersatzstrecken für die Wettbewerbe im Riesenslalom der Alpinen Skiweltmeisterschaften 1978 vorgesehen. Ein Jahr später wurden die Anlagen am Wank mit der Inbetriebnahme des Gschwandliftes vervollständigt. Die Erreichbarkeit des Gebietes wurde durch den Neubau der Wankbahn mit einer höheren Beförderungskapazität im Jahr 1982 verbessert. Die Anlagen wurden im Jahr 2002 aufgrund fehlender Nachfrage geschlossen und im Jahr 2010 fast vollständig abgebaut.

### Zugspitze
Überblick

Das Skigebiet Zugspitze befindet sich auf dem Zugspitzplatt auf einer Höhe von 2000 bis 2700 m und ist damit Deutschlands höchstgelegenes Skigebiet. Außerdem ist es das einzige Gletscherskigebiet in Deutschland, da ein Teil der Pisten auf dem Schneeferner verlaufen. Die Pisten sind insgesamt 22 km lang und werden von fünf Skiliften erschlossen. Erreichbar ist das Gebiet mit der Bayerischen Zugspitzbahn, die direkt im Skigebiet endet, der Seilbahn Zugspitze und mit der Tiroler Zugspitzbahn. Bei den beiden letzten Bahnen muss allerdings auf der Zugspitze in die Zugspitz-Gletscherbahn umgestiegen werden.
Geschichte

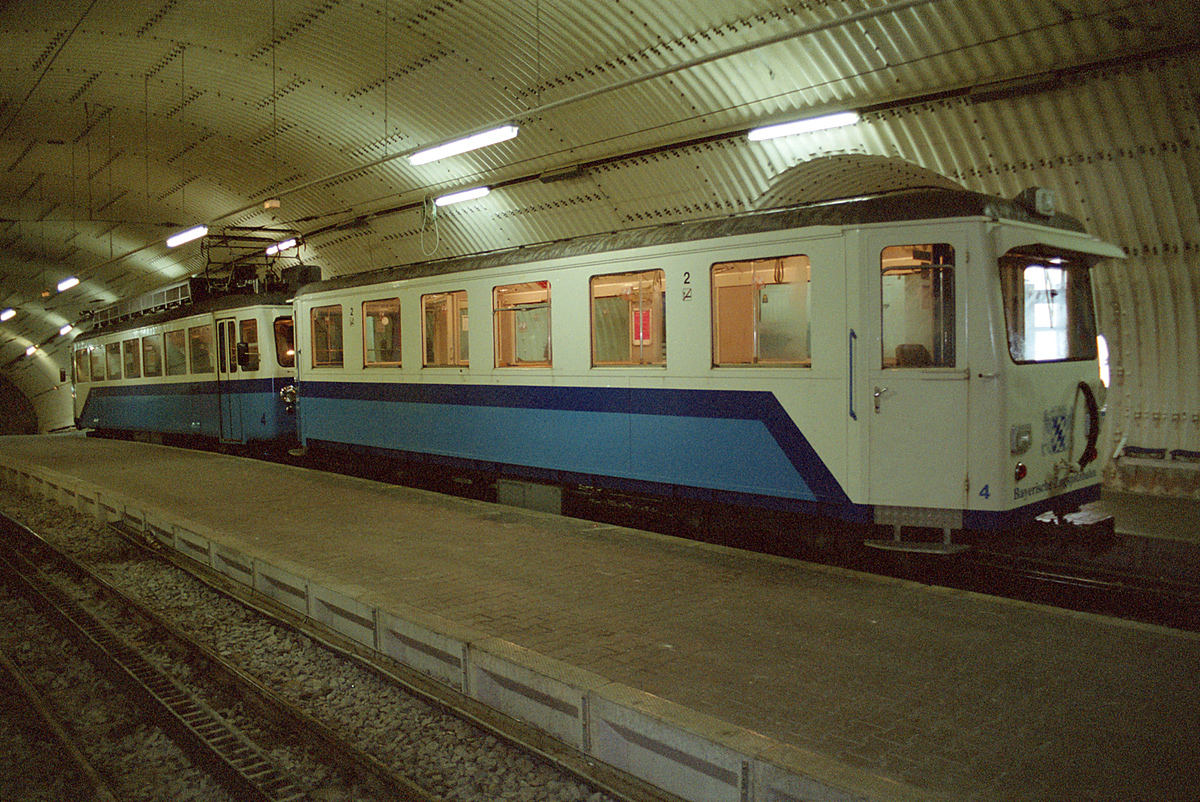
Triebzug im Bahnhof Zugspitzplatt

Die ersten Anlagen auf dem Platt wurden im Jahr 1949 in Betrieb genommen. Damals bestand das Skigebiet aus einem großen Skilift und mehreren kleineren. Im Jahr 1956 bzw. 1960 folgten zwei weitere Skilifte, von denen der erste, der Schneefernerkopflift, bereits im Jahr 1967 durch einen neuen ersetzt wurde. In den 1970er Jahren wurde das Skigebiet mit den neuen Schleppliften Gletschersee und Wetterwandeck erheblich vergrößert. Im Jahr 1984 erfolgte mit dem Bau des Schleppliftes Brunntal eine erneute Erweiterung. In den folgenden Jahren gab es umfassende Bauarbeiten auf dem Zugspitzplatt, als der Rosi-Tunnel der Zahnradbahn, der direkt auf das Platt führt, und ein neues Restaurant, das SonnAlpin  eröffnet wurden. Das Restaurant wurde bereits im Jahr 1989 erweitert. Außerdem wurde im Jahr 1987 der Schlepplift Neue Welt eröffnet. Im Jahr 1992 wurde die alte Gletscherbahn durch einen Neubau ersetzt. Im Jahr 2003 wurde der alte Lift am Sonnenkar durch eine neue Sesselbahn ersetzt. Außerdem wurde der Lift Neue Welt wegen mangelnder Rentabilität stillgelegt. Im Jahr 2012 wurde am Wetterwandeck ebenfalls eine neue Sesselbahn gebaut.
Die 1962 eröffnete Eibsee-Seilbahn wurde 2017 durch die Seilbahn Zugspitze ersetzt.
Es gab Planungen, das Skigebiet auf der Zugspitze mit dem an der Ehrwalder Alm durch einen Tunnel und eine neue Seilbahn zu verbinden. Die Baukosten würden bei rund 6 Millionen € liegen.

## Liftanlagen
| Name                   | Typ  | Länge in Meter | Höhe der Talstation in Meter | Höhenunterschied in Meter | Förderleistung (Personen pro Stunde) | Gebiet           | Bemerkungen                                        |
| ---------------------- | ---- | -------------- | ---------------------------- | ------------------------- | ------------------------------------ | ---------------- | -------------------------------------------------- |
| Adamswiese             | SL   | 900            | 1170                         | 160                       | 1200                                 | Garmisch-Classic |                                                    |
| Alpspitzbahn           | PB   | 3810           | 750                          | 1287                      | 500                                  | Garmisch-Classic | Förderleistung pro Stunde und Richtung             |
| Babylift 2             | SL   | 110            | 1320                         | 20                        | 600                                  | Garmisch-Classic |                                                    |
| Babylift 3             | SL   | 175            | 1330                         | 10                        | 600                                  | Garmisch-Classic |                                                    |
| Babylift 2             | SL   | 70             | 1330                         | 10                        | 600                                  | Garmisch-Classic |                                                    |
| Bernadein              | SL   | 1000           | 1500                         | 20                        | 600                                  | Garmisch-Classic |                                                    |
| Brunntal               | SL   | 1100           | 2000                         | 300                       | 1440                                 | Zugspitze        |                                                    |
| Neue Welt              | 2-SB | 350            | 2680                         | 150                       | 1200                                 | Zugspitze        | 2003 geschlossen                                   |
| Esterberg              | SL   | 950            |                              | 350                       | 1200                                 | Wank             | 2010 abgebaut; Quelle: Liftdatenbank:Esterberglift |
| Gipfellift             | SL   | 450            | 1750                         | 80                        | 1200                                 | Wank             | 2010 abgebaut; Quelle: Liftdatenbank:Gipfellift    |
| Gletscherbahn          | PB   | 1000           | 2588                         | 360                       | 1000                                 | Zugspitze        | Förderleistung pro Stunde und Richtung             |
| Gletschersee           | SL   | 760            | 2560                         | 140                       | 2400                                 | Zugspitze        | abgebaut                                           |
| Gschwandt              | SL   | 340            |                              | 80                        | 1200                                 | Wank             | 2010 abgebaut; Quelle: Liftdatenbank:Gschwandtlift |
| Hausbergbahn           | EUB  | 2085           | 740                          | 605                       | 2400                                 | Garmisch-Classic | Förderleistung pro Stunde und Richtung             |
| Hexenkessel            | 2-SB | 450            | 1540                         | 100                       | 1400                                 | Garmisch-Classic |                                                    |
| Hochalmbahn            | PB   | 900            | 1700                         | 350                       | 750                                  | Garmisch-Classic | Förderleistung pro Stunde und Richtung             |
| Kreuzeckbahn           | 2S   | 2304           | 760                          | 875                       | 1400                                 | Garmisch-Classic | Förderleistung pro Stunde und Richtung             |
| Kandahar Express       | 4-SB | 1476           | 1165                         | 593                       | 2009                                 | Garmisch-Classic |                                                    |
| Kreuzwankl-Ski-Express | 6-SB | 1030           | 1320                         | 180                       | 2000                                 | Garmisch-Classic | erster 6er-Sessellift Deutschlands                 |
| Längenfelder 1         | 2-SB | 820            | 1620                         | 260                       | 1100                                 | Garmisch-Classic |                                                    |
| Längenfelder 2         | SL   | 380            | 1700                         | 140                       | 600                                  | Garmisch-Classic |                                                    |
| Olympia                | SL   | 840            | 1180                         | 250                       | 1200                                 | Garmisch-Classic | bis 2008, durch neue Kandahar Express ersetzt      |
| Roßwank                | SL   | 450            |                              | 130                       | 1200                                 | Wank             | 2010 abgebaut; Quelle: Liftdatenbank:Roßwanklift   |
| Schneefernerkopf       | SL   | 790            | 2560                         | 160                       | 2000                                 | Zugspitze        |                                                    |
| Seilbahn Zugspitze     | PB   | 4467           | 998                          | 1945                      | 580                                  | Zugspitze        | Förderleistung pro Stunde und Richtung             |
| Sonnenkar              | 6-SB | 950            | 2303                         | 285                       | 2200                                 | Zugspitze        |                                                    |
| Sonnenlift             | SL   | 200            |                              | 80                        | 800                                  | Wank             | 2010 abgebaut; Quelle: Liftdatenbank:Sonnenlift    |
| Trögl                  | SL   | 425            | 1340                         | 120                       | 1200                                 | Garmisch-Classic |                                                    |
| Wankbahn               | EUB  | 3195           | 740                          | 1015                      | 800                                  | Wank             | Quelle: Liftdatenbank: Wankbahn                    |
| Weißes Tal             | SL   | 1250           | 2300                         | 350                       | 1200                                 | Zugspitze        |                                                    |
| Wetterwandeck          | SL   | 1200           | 2400                         | 300                       | 2400                                 | Zugspitze        | 2012 durch 6er-Sessellift ersetzt                  |

Abkürzungsverzeichnis
Quelle: Bayerische Zugspitzbahn Bergbahn AG:Daten & Fakten (Memento vom 2. März 2012 im Internet Archive) (PDF; 157 kB)

## Eigentümer und Beteiligungen
Die Bayerische Zugspitzbahn Bergbahn AG gehört zu 100 % den Gemeindewerken Garmisch-Partenkirchen. Das Unternehmen selbst war zu 50 % an der Eibsee-Verkehrsgesellschaft mbH & Co. KG beteiligt, welche bis Dezember 2023 die Eibsee-Busse betrieb.